# Marcia McBroom
Marcia McBroom (New York, 6 agosto 1947) è un'attrice e cantante statunitense.

## Biografia
Ha incominciato la sua carriera nel grande schermo con il film cult di Russ Meyer Lungo la valle delle bambole del 1970, interpretando il ruolo di Petronella, una delle protagoniste della pellicola. Affermatasi nel genere della blaxploitation, nel 1974 gira una parte nella pellicola Willie Dynamite, dopo aver recitato nel film Libero di crepare del 1972. La sua più famosa interpretazione è nel film Jesus Christ Superstar, nel quale interpreta una donna. Oltre ad essere stata attrice, ha inciso due album di genere disco tuttavia ottenendo uno scarso risultato. La sua ultima prestazione risale al 1984 in una piccola parte in New York Nights. Da allora si occupa di volontariato e produzione musicale.